# Herbert MacKay-Fraser
Herbert MacKay-Fraser (Recife, 23 de junho de 1927 — Reims, 14 de julho de 1957) foi um automobilista norte-americano que participou do GP da França de 1957.
Faleceu vítima de acidente enquanto disputava uma prova em Reims-Gueux.